# Galo Salinas
Galo Salinas Rodríguez (La Coruña, 1852 - idem., 1926), fue un periodista, dramaturgo y escritor español en lengua gallega y castellano.
En 1864, con tan sólo doce años de edad, emigró a Montevideo (Uruguay), donde encontró un trabajo como comerciante. A su regreso a Galicia en 1876, Galo Salinas se estableció en el villa de Puentedeume, donde ejerció el magisterio, dejando posteriormente la profesión de maestro para trabajar de periodista en su ciudad natal. Allí dirigió la Revista Gallega, Semanario de Literatura e Intereses Regionales y entró en contacto con los intelectuales de la Cova Céltica. En 1903 empezó a dirigir la Escuela Regional de Declamación, recién fundada por entonces por un grupo de jóvenes bajo el liderazgo de Eduardo Sánchez Miño. De hecho, la primera obra teatral que estrenó esta escuela dramática será ¡Filla...! (1892) de Galo Salinas. Sus luchas de poder con Manuel Lugrís Freire propiciaron que Salinas abandonase la dirección de la Escuela Regional de Declamación en 1904.
Fue un prolífico autor dramático y estudioso del teatro, lo que se refleja en su obra, Memoria acerca de la dramática gallega. Causas de su poco desarrollo e influencia que en el mismo puede ejercer el Regionalismo (1896), traducida en 1998 al gallego por Laura Tato.

## Obra

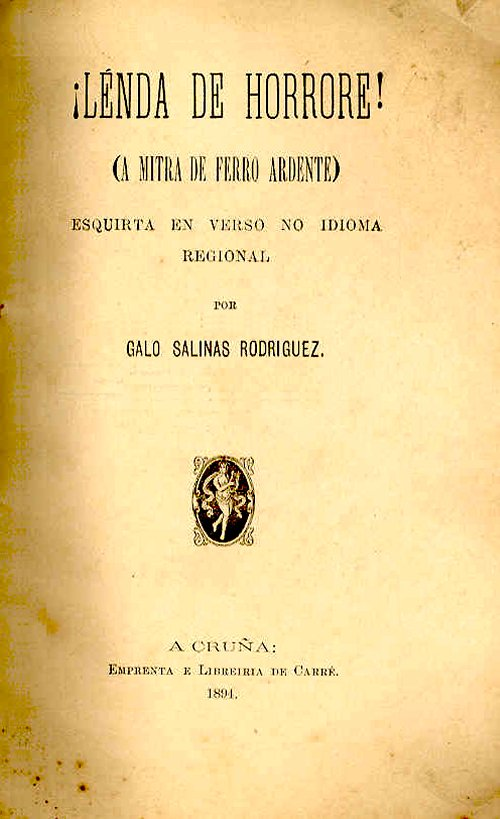
¡Lenda de horrore! de Galo Salinas

### Obra poética
- "O Hino Popular Regional" (1893).
- ¡Lenda de Horrore! A Mitra de Ferro Ardente (1894).
- ¡Galicia!(1894).

### Obra dramática
- A Torre do Peito Burdelo (1891).
- ¡Filla...! (1892).
- Sabela (estreado en 1903).
- Gloriosa Derrota. Dialogo Pasional" (estreado no Teatro Principal de La Coruña o 3 de abril de 1904)
- A Fidalga (1904).
- A Campán (Honor Golfesco) (1904).
- Alma Gallega (1904).
- Feromar (estreado en 1907).
- Bodas de Ouro (1921).
- Entre Dous Mundos (1921).
- Copas e Bastos (estrenada póstumamente en 1922).
- Entre o Deber e o Querer (estrenada póstumamente en 1923).

### Obras dramáticas de fecha desconocida
- Contrabando e Contrabanda
- O Crime da Silveira
- Vós e Nós
- Os Meus Amores
- ¡Coida Non cho Leven!

### Ensayos
- El Regionalismo Gallego. Estudio Social (1892).
- Memoria Acerca de la Dramática Gallega. Causas de su Poco Desarrollo e Influencia que en el Mismo Puede Ejercer el Regionalismo (1896).+